# Норт-Сіті (Іллінойс)
Норт-Сіті (англ. North City) — селище (англ. village) в США, в окрузі Франклін штату Іллінойс. Населення — 509 осіб (2020).

## Географія
Норт-Сіті розташований за координатами 37°59′28″ пн. ш. 89°3′50″ зх. д. / 37.99111° пн. ш. 89.06389° зх. д. (37.991159, -89.063935).  За даними Бюро перепису населення США в 2010 році селище мало площу 5,80 км², з яких 5,66 км² — суходіл та 0,15 км² — водойми.

## Демографія
Згідно з переписом 2010 року, у селищі мешкало 608 осіб у 256 домогосподарствах у складі 177 родин. Густота населення становила 105 осіб/км².  Було 281 помешкання (48/км²).
Расовий склад населення:
| - 98,5 % — білих - 0,2 % — азіатів |

До двох чи більше рас належало 0,8 %. Частка іспаномовних становила 1,6 % від усіх жителів.
За віковим діапазоном населення розподілялося таким чином: 20,2 % — особи молодші 18 років, 60,4 % — особи у віці 18—64 років, 19,4 % — особи у віці 65 років та старші. Медіана віку мешканця становила 45,0 року. На 100 осіб жіночої статі у селищі припадало 106,1 чоловіків;  на 100 жінок у віці від 18 років та старших — 104,6 чоловіків також старших 18 років.
Середній дохід на одне домашнє господарство  становив 57 891 долар США (медіана — 55 052), а середній дохід на одну сім'ю — 63 436 доларів (медіана — 57 083). Медіана доходів становила 38 125 доларів для чоловіків та 34 000 доларів для жінок. За межею бідності перебувало 12,2 % осіб, у тому числі 15,0 % дітей у віці до 18 років та 14,3 % осіб у віці 65 років та старших.
Цивільне працевлаштоване населення становило 348 осіб. Основні галузі зайнятості: освіта, охорона здоров'я та соціальна допомога — 28,2 %, роздрібна торгівля — 10,3 %, науковці, спеціалісти, менеджери — 9,5 %, виробництво — 9,2 %.